# Phil Verchota
Phillip John Verchota (né le 28 décembre 1956 à Duluth, dans l'état du Minnesota aux États-Unis) est un joueur américain de hockey sur glace qui évoluait en position d'ailier gauche. Lors des Jeux olympiques d'hiver de 1980 à Lake Placid, il remporte la médaille d'or.

## Statistiques en carrière

### En club
| Saison    | Équipe                      | Ligue         |    | Saison régulière | Saison régulière | Saison régulière | Saison régulière | Saison régulière |   | Séries éliminatoires | Séries éliminatoires | Séries éliminatoires | Séries éliminatoires | Séries éliminatoires |
| Saison    | Équipe                      | Ligue         | PJ | B                | A                | Pts              | Pun              | PJ               | B | A                    | Pts                  | Pun                  |                      |                      |
| 1974-1975 | Duluth East High            | USHS          | 43 | 14               | 29               | 43               | 21               | -                | - | -                    | -                    | -                    |                      |                      |
| 1975-1976 | Golden Gophers du Minnesota | NCAA          | 42 | 8                | 3                | 11               | 55               | -                | - | -                    | -                    | -                    |                      |                      |
| 1976-1977 | Golden Gophers du Minnesota | NCAA          | 41 | 21               | 19               | 40               | 45               | -                | - | -                    | -                    | -                    |                      |                      |
| 1977-1978 | Golden Gophers du Minnesota | NCAA          | 34 | 12               | 15               | 27               | 32               | -                | - | -                    | -                    | -                    |                      |                      |
| 1978-1979 | Golden Gophers du Minnesota | NCAA          | 44 | 18               | 24               | 42               | 52               | -                | - | -                    | -                    | -                    |                      |                      |
| 1979-1980 | États-Unis                  | International | 54 | 16               | 22               | 38               | 48               | -                | - | -                    | -                    | -                    |                      |                      |
| 1980-1981 | Jokerit                     | SM-liiga      | 32 | 15               | 7                | 22               | 42               | -                | - | -                    | -                    | -                    |                      |                      |
| 1982-1983 | États-Unis                  | International | 42 | 30               | 15               | 45               | 36               | -                | - | -                    | -                    | -                    |                      |                      |
| 1983-1984 | États-Unis                  | International |    |                  |                  |                  |                  | -                | - | -                    | -                    | -                    |                      |                      |

### En équipe nationale
| Année | Équipe     | Événement            |   | PJ | B | A | Pts | Pun                   |  | Résultat |
| 1979  | États-Unis | Championnat du monde | 8 | 2  | 3 | 5 | 2   | 7e place de l'élite   |  |          |
| 1980  | États-Unis | Jeux olympiques      | 7 | 3  | 2 | 5 | 8   | Médaille d'or         |  |          |
| 1981  | États-Unis | Championnat du monde | 8 | 0  | 3 | 3 | 4   | 5e place de l'élite   |  |          |
| 1983  | États-Unis | Championnat du monde |   |    |   |   |     | 1re place du Groupe B |  |          |
| 1984  | États-Unis | Jeux olympiques      | 6 | 2  | 2 | 4 | 0   | 7e place              |  |          |

## Palmarès
- 1975-1976
  - Champion NCAA
- 1978-1979
  - Champion NCAA
- 1979-1980
- Médaille d'or aux Jeux olympiques de Lake Placid